# Héctor López
Héctor López (Guadalajara, 7 giugno 1971) è un ex calciatore messicano, di ruolo difensore.

## Carriera

### Club
Ha trascorso l'intera carriera nel campionato messicano.

### Nazionale
Ha vinto la CONCACAF Gold Cup nel 1998.